# 澳門特別行政區第四屆政府
澳門特別行政區第四屆政府是中華人民共和國澳門特別行政區成立以來的第四屆特區政府，由行政長官崔世安領導。崔世安於2014年8月31日透過唯一候選人方式，經由選舉委員會選出，並於同年12月20日就任連任行政長官。
本屆政府任期由2014年12月20日開始，至2019年12月19日結束，為期五年。期間內政府班子延續上一屆的管治思路，並在行政改革、民生建設、房屋政策、博彩監管與跨境合作等領域推動多項政策。政府內閣由5名司長及多名局級官員組成，並設立政策研究和規劃統籌機構支援施政。
第四屆政府期間歷經第十三屆全國人大將《中華人民共和國國歌法》納入《基本法》附件三，以及澳門回歸20周年的各項籌備活動，亦推動了橫琴深度合作區規劃的初期討論，並參與粵港澳大灣區發展框架的規劃協調工作。

## 沿革
2014年8月31日，澳門特別行政區第三任行政長官崔世安以唯一候選人身份，獲行政長官選舉委員會以380票支持當選第四屆行政長官人選。同年9月，選舉結果獲終審法院確認，並刊憲公告。
2014年12月1日，國務院根據《澳門基本法》任命由崔世安提名的第四屆政府主要官員名單。新一屆政府於2014年12月20日正式就職，任期五年。
任內歷經多項政策調整與行政改革，包括推出「五年發展規劃（2016–2020年）」，推動電子政務、青年創業支援、社屋建設與公共財政制度改革等舉措。政府亦持續加強博彩監管、深化與廣東省的跨境合作，並配合中央政策參與粵港澳大灣區及橫琴深度合作區的初期規劃工作。
2019年12月19日，第四屆政府完成任期，隨後由第五屆政府接任。

## 主要官員
以下為第四屆澳門特別行政區政府（2014年12月20日－2019年12月19日）主要官員名單
| 職位           | 姓名   | 任期                           |
| -------------- | ------ | ------------------------------ |
| 行政長官       | 崔世安 | 2014年12月20日－2019年12月19日 |
| 行政法務司司長 | 陳海帆 | 2014年12月20日－2019年12月19日 |
| 經濟財政司司長 | 梁維特 | 2014年12月20日－2019年12月19日 |
| 保安司司長     | 黃少澤 | 2014年12月20日－               |
| 社會文化司司長 | 譚俊榮 | 2014年12月20日－2019年12月19日 |
| 運輸工務司司長 | 羅立文 | 2014年12月20日－2019年12月19日 |
| 廉政專員       | 張永春 | 2014年12月20日－2019年12月19日 |
| 審計署審計長   | 馮文莊 | 2014年12月20日—2019年12月19日  |
| 檢察長         | 葉迅生 | 2014年12月20日—2024年12月19日  |
| 警察總局局長   | 馬耀權 | 2014年12月20日—2019年12月19日  |
| 海關關長       | 黃有力 | 2014年12月20日—2019年12月19日  |

## 爭議
第四屆澳門特別行政區政府在任期間曾面對多項社會爭議與批評，其中部分引起廣泛關注：
- 土地與房屋政策受質疑：任內推動的《城市規劃法》與土地批給清理行動雖旨在整頓歷史遺留問題，但亦引發部分批評，指政府處理手法不透明、資訊披露不足，部分原土地使用人提出司法訴訟。[13][14]

- 輿論監督與新聞自由問題：2014至2019年間，澳門新聞從業員多次反映政府資訊公開渠道有限，部分社會團體及媒體關注官員對公共議題回應態度保守，亦有批評指傳媒訪問安排及採訪空間受限。[15]

- 輕軌與公共工程延誤：澳門輕軌系統與新城填海地段相關基建多次延誤及追加預算，引發市民對政府規劃能力與公共資源運用之質疑，審計署亦多次發表報告批評工程效率及合約監管機制不足。[16]

- 社會參與度與青年政策：政府曾推出《五年發展規劃（2016–2020年）》，其中涵蓋青年創業與培訓資助措施，但部分團體批評政策落實進度緩慢，未能有效回應年輕人對職涯與房屋的訴求。[17]

### 香港2019年社運期間的澳門反應

#### 入境管制爭議
報導指出，於2019年社運高峰期間，澳門曾拒絕數名香港社工與民主派人士入境，並被質疑政府出於「公共秩序安全」標準進行限制。

#### 新聞自由與言論管制爭議
《無國界記者》與《國際記者聯盟》報告指出，澳門政府在敏感期間對媒體採取審查或指令式編輯，並限制公眾資訊途徑。社民界人士及青年團體因此對資訊公開度表示憂慮。

#### 官方立場與制度連動
有聲音指出崔世安領導下的澳門當局與北京中央保持一致，在社運敏感時期避免任何支持香港社運的聲音或示威，並持續強化「一國兩制」與政治安定論述。

#### 對博彩及旅遊業影響的回應
受香港社運影響，部份遊客因公共安全擔憂暫停或取消澳門旅遊行程，博彩業者證實此事件對高端博彩收入造成影響。政府與業界則加強宣傳穩定旅遊環境。

## 評價

### 正面評價
第四屆澳門特別行政區政府在行政長官崔世安領導下，推動多項政策與建設工程，包括社會福利擴展、城市基礎設施改善與公共財政管理改革。有觀點認為政府在保持經濟穩定、推進城市規劃以及促進與內地合作方面表現正面。
在區域合作方面，第四屆政府積極參與《粵港澳大灣區發展規劃綱要》的前期討論，並推動橫琴粵澳深度合作區之初步協調工作，為後續大灣區融合發展奠定政策基礎。
此外，政府於任期內持續推進行政電子化、優化政務服務流程，並強化對弱勢群體的社會援助措施，獲部分民間組織及專業界肯定。

### 負面評價
儘管在經濟與區域發展方面有一定成效，第四屆政府亦面對來自社會各界的批評。民生方面，青年政策與房屋供應措施被認為未能有效回應年輕人對就業、創業與居住的迫切需求。部分團體批評《五年發展規劃（2016–2020年）》中有關青年政策執行進度緩慢，落實效果不足。
在土地與文化遺產保護方面，政府批准於世遺景觀鄰近地段興建高樓，引起聯合國教科文組織的關注與干預，並導致部分市民質疑政府的城市規劃決策透明度與文化保育立場。
此外，第四屆政府對2019年香港社會運動期間的應對亦引起爭議，包括限制部分香港人士入境澳門與相關言論審查，引起國際組織與人權團體關注，認為此舉反映政府對政治穩定與公共安全採取較保守立場，可能對言論自由與公共參與造成壓抑。